# Choi Kwon-soo
Choi Kwon-soo (최권수?, Choe Gwon-suLR, Ch'oe Kwŏn-suMR; Pusan, 5 ottobre 2004) è un attore sudcoreano.

## Filmografia

### Cinema
- Hiya, regia di Kim Ji-yeon (2016)

### Televisione
- Cham joh-eun sijeol – serial TV (2014)
- Nae-ildo cantabile – serial TV (2014)
- Super Daddy Yeol – serial TV (2015)
- Hwajeong – serial TV (2015)
- Hanbeon deo happy ending – serial TV (2016)
- Wanbyeokhan anae – serial TV (2017)
- TVsoseol kkot pi-eora Dal-sun-a! – serial TV (2017)
- Daegun - Sarang-eul geurida – serial TV (2018)
- Hyungbu-oegwa: Simjang-eul humchin uisadeul – serial TV (2018)